# TeNYサービス
株式会社TeNYサービスは、新潟県新潟市に本社を置く、テレビ新潟放送網のグループ企業である。
主にキャラクターグッズの企画・製作及び販売。タレント、司会者、契約アナウンサー（嘱託契約アナ）等のマネジメント業務を行っている。

## 会社理念
公式サイトより引用

## プロダクション
NEW BRiGHT PRODUCTIONは、TeNYサービスが運営しているプロダクション部門。
所属者情報はNEW BRiGHT PRODUCTION公式サイトより引用
所属タレント
- 豊岡えりな[3]

過去の所属者
- 堀敏彦（元テレビ新潟アナウンサー、プロダクション代表→新潟プロレス）

提携アーティスト
- 芦川玲一（中田写真事務所）[4]

- 渡邊尚子（元NHK新潟・山形・テレビ新潟・佐渡テレビアナウンサー）[5]

- 鬼木笑（NHK新潟キャスター・リポーター、フリーアナウンサー）[6]

- 藤井みなみ（2018年ミス・アース・ジャパン新潟代表）[7]

- 高山景子（元新潟総合テレビアナウンサー）[8]

- 西條詩菜（LOTS PROMOTION）[9]

- 星野一弘（元BSN新潟放送アナウンサー）[10]

- 中村春菜（フリーランスモデル、歯科衛生士）[11]

- 宇賀神唯（元NHK新潟放送局キャスター、テレビ金沢アナウンサー）[12]

- 中沢佑香（元長岡ご当地アイドル Y.O.Y メンバー）[13]

- 山田珠雅（クロスメディア・ピクチャーズ株式会社）[14]